# ラオスにいったい何があるというんですか?
『ラオスにいったい何があるというんですか? 紀行文集』（ラオスにいったいなにがあるというんですか きこうぶんしゅう）は、村上春樹の紀行。
2015年11月21日、文藝春秋より刊行された。装丁は大久保明子。表紙の写真は岡村啓嗣。また同日、電子書籍版も配信開始された。電子書籍版には、単行本にはないカラー写真約50点が各章の終わりに挿入されている。
2018年4月に文春文庫で再刊、「熊本再訪」を初収録している。

## 内容
|    | タイトル                                   | 場所                                        | 初出                         | 備考         |
| -- | ------------------------------------------ | ------------------------------------------- | ---------------------------- | ------------ |
| 1  | チャールズ河畔の小径                       | ボストン                                    | 『太陽』1995年11月号臨時増刊 |              |
| 2  | 緑の苔と温泉のあるところ                   | アイスランド                                | 『TITLE』2004年2月号         |              |
| 3  | おいしいものが食べたい                     | オレゴン州ポートランド メイン州ポートランド | 『AGORA』2008年3月号、4月号  |              |
| 4  | 懐かしいふたつの島で                       | ミコノス島 スペッツェス島                   | 『AGORA』2011年4月号         |              |
| 5  | もしタイムマシーンがあったなら             | ニューヨークのジャズ・クラブ                | 『AGORA』2009年11月号        |              |
| 6  | シベリウスとカウリマスキを訪ねて           | フィンランド                                | 『AGORA』2013年7月号         |              |
| 7  | 大いなるメコン川の畔で                     | ラオスのルアンプラバン                      | 『AGORA』2014年10月号        |              |
| 8  | 野球と鯨とドーナッツ                       | ボストン                                    | 『AGORA』2012年4月号         |              |
| 9  | 白い道と赤いワイン                         | イタリアのトスカナ                          | 『AGORA』2015年6月号         |              |
| 10 | 漱石からくまモンまで                       | 熊本県                                      | 『CREA』2015年9月号          |              |
| 11 | 「東京するめクラブ」より、熊本再訪のご報告 | 熊本県                                      | 『CREA』2016年12月号         | 文庫判初収録 |

1. 「緑の苔と温泉のあるところ」は当時『TITLE』に不定期連載されていた「東京するめクラブ」シリーズの特別編として書かれた。『東京するめクラブ 地球のはぐれ方』（文藝春秋、2004年11月）には収録されなかった。雑誌掲載時のタイトルは「アイスランド独りするめ旅行。」。
2. 2015年6月、村上は都築響一とともに5日間熊本県を回った。2011年に郷里の熊本に戻った「東京するめクラブ」のもう一人のメンバーの吉本由美と同窓会（リユニオン）をおこなうことが第一の理由だったという[4]。

## 書籍情報
- ラオスにいったい何があるというんですか? 紀行文集（2015年11月21日、文藝春秋、ISBN 978-4-16-390364-4）
- ラオスにいったい何があるというんですか? 紀行文集（2018年4月10日、文春文庫、ISBN 978-4-16-791056-3）